# دانييلا شيبيرس
دانييلا شيبيرس (بالإسبانية: Daniela Schippers)‏ مواليد 28 مارس 1995 في مدينة غواتيمالا، هي لاعبة كرة مضرب غواتيمالية. أعلى تصنيف لها في الفردي كان المركز الـ 1103 في سنة 2013. أعلى تصنيف لها في الزوجي كان المركز الـ 531 في سنة 2013.

## النهائيات

### الزوجي
| الحصيلة | الرقم | التاريخ        | الدورة                    | الأرضية | الشريك           | المنافس                      | النتيجة  |
| ------- | ----- | -------------- | ------------------------- | ------- | ---------------- | ---------------------------- | -------- |
| الوصافة | 1.    | 19 نوفمبر 2012 | تيموكو، تشيلي             | ترابية  | ساتشي إيشيزو     | فيكتوريا بوثيو دانييلا سيغيل | 4–6, 2–6 |
| الوصافة | 2.    | 27 مايو 2013   | ولاية كينتانا رو، المكسيك | صلبة    | آنا صوفيا سانشيز | دانييل ميلز فرانشيسكا سجارلي | 2–6, 4–6 |

## روابط خارجية
- دانييلا شيبيرس على موقع رابطة محترفات التنس (الإنجليزية)
- دانييلا شيبيرس على موقع الاتحاد الدولي لكرة المضرب (الإنجليزية)
- دانييلا شيبيرس على موقع كأس بيلي جين كينغ (الإنجليزية)
- دانييلا شيبيرس على موقع خلاصة التنس.كوم (الإنجليزية)